# Neus Ballbé
Neus Ballbé i Miró (Vilafranca del Penedès) és una actriu i productora musical catalana. És especialment coneguda per haver interpretat Pati Pla a Super3, emès per Televisió de Catalunya des del 2006 fins al 2020.
Neus Ballbé té estudis en joieria i va estudiar música des dels 4 anys a l'escola Antartida dirigida per Oriol Mateu. A més va estudiar direcció cinematogràfica al Centre d'Estudis Cinematogràfics de Catalunya. L'any 2006 va començar a donar vida a Pati Pla del Super3, personatge que seguiria interpretant fins a l'any 2020.
Dalt dels escenaris, va estrenar A nosotros nos daba igual, una obra d'Helena Tornero dirigit per Ricard Soler Mallol al teatre Matadero Madrid. L'obra es va poder veure posteriorment a la Sala Petita del Teatre Nacional de Catalunya, sota el títol de Nosaltres. L'objectiu de l'obra és el de fer visibles, des de diferents òptiques, una sèrie de discriminacions que s'experimenten inconscientment.
Més enllà de la seva carrera com a actriu, ha treballat també com a dissenyadora de so en diversos espectacles, com Miss COSAS y yo de Diana Pla (2021) o Caché sous la peau de Nicolas Palma.